# البطولات الوطنية الأمريكية 1943 (كرة مضرب)
قائمة بالأبطال في 1943 البطولات الوطنية الأمريكية لكرة المضرب (المعروفة الآن باسم أمريكا المفتوحة):

## الكبار

### فردي رجال
جوزيف هنت هزم  جاك كرامر 6-3 6-8 10-8 6-0

### فردي سيدات
باولينا باتز آدي هزم  لويس بروه كلاب 6-3, 5-7, 6-3